# Тулькарм
32°18′40″ пн. ш. 35°1′51″ сх. д. / 32.31111° пн. ш. 35.03083° сх. д.
Тулькарм (Тулкарм, Тулькарем) (араб. طولكرم Тūlkarm; івр. טול כרם) — місто в Палестині, на Західному березі річки Йордан.

## Історія
Історія міста просліджується, принаймні, з третього століття нашої ери, коли місто називалося «Берат Сорека». У пізніші століття він відомий як «Тур Карма» (арамейською: טור כרמא), що означає «гора виноградників», оскільки місто славиться родовитістю землі і плантаціями винограду навколо нього. «Тур Карма» пізніше перетворилося на «Тюлькарм».

## Населення
Сучасне населення району Тулькарм оцінюється в 162,936 жителів, включаючи два табори біженців — Тулькарм і Нур Шамс. Тут проживає близько 12,4 % від всього населення Західного берега річки Йордан. Доля сільських жителів становить 52.8 % від загального населення району Тулькарм. Приблизно 20,778 чол. проживає в таборах для біженців, 54,281 міських жителів. Переважна більшість — араби, багато-хто володіє англійською мовою.

## Клімат
Клімат Тулькарма субтропічний, дощі зі жовтня по травень. Середня температура взимку — 8-16 °C, середньодобова температура влітку — 17-30 °C. Середньорічна кількість опадів — 642 мм.

## Сільське господарство
В Тулькармі вирощують цитрусові, дині, оливки, помідори, картоплю, пшеницю, кунжут, арахіс, баклажани, перець, боби, гуаяву.